# Oláhné Béládi Ilona
Oláhné Béládi Ilona (Szeged, 1925. augusztus 6.) a Szegedi Tudományegyetem Általános Orvostudományi Karának professzor emeritája. 

## Pályafutása
Általános orvosi diplomát 1950-ben a Szegedi Tudományegyetemen kapott summa cum laude minősítéssel. Egyetemi évei alatt diákként került a Mikrobiológiai Intézetbe. Majd Ivánovics professzor utódjaként 1974–1994 között, nyugállományba vonulásáig Béládi Ilona volt az Intézet igazgatója. A Szegedi Tudományegyetem Általános Orvostudományi Karán és közvetlen jogelődjein ő volt az első nőként kinevezett tanszékvezető. Tudományos munkája minősítéseként elnyerte az MTA orvostudomány doktora címet.

## Család
Apja Béládi Árpád tisztviselő, anyja Zimányi Ilona, féltestvére Hámory Éva Mária; házastársa Oláh Ferenc főorvos volt. Két fia született, Oláh Tamás és Oláh Tibor.

## Életpálya
A Szent György téri Elemi Iskolában tanult 1931 és 1935 között, majd a Szent Erzsébet Leánygimnáziumban folytatta tanulmányait 1935-től 1943-ig. A Szegedi Orvostudományi Egyetemre járt 1944-től 1950-ig. Tanulmányutakon volt a Sheffieldi Egyetemen 1958-ban, a Pasteur Intézetben (Párizs) 1962-ben, majd a Max Planck Víruskutató Intézetben (Tübingen) 1965-ben. Munkahelye 1949–1994 között a Szegedi Orvostudományi Egyetem volt.

## Kutatási területek
Virológia ezen belül az adenovírus és az interferon.

## Tagságok
- 1993–94: az MTA Mikrobiológiai, Járványügyi és Oltóanyag Bizottság Alelnöke
- 1985–: az MTA Flavonoidkémiai Munkabizottság
- 1991–93: az MTA Környezet és Egészség Bizottság
- 1993–94: a Népjóléti Minisztérium Egészségügyi Felsőoktatási Szakmai Bizottság tagja
- 1974–94: a SZOTE Vöröskereszt Szervezet elnöke
- 1986–95: Városszépítő Egyesület elnöke

## Díjai
- 1971: Akadémiai Kiadó Nívódíj
- 1973: az Oktatásügy Kiváló Dolgozója
- 1974: az Akadémiai Díj (megosztva Nász Istvánnal)
- 1985: Manninger Rezső-emlékérem
- 1985: a Munka Érdemrend arany fokozata [2]
- 2021: A Magyar Érdemrend középkeresztje